# Henrique Pérez Dupuy
Henrique Pérez Dupuy (Caracas, 7 de abril de 1881 – Ibidem, 18 de octubre de 1979) fue un banquero y empresario venezolano socio fundador del Banco Venezolano de Crédito.

## Biografía
Fue hijo de José Pérez y Elisa Dupuy; después de haber realizado sus estudios en Caracas, viaja a Escocia para completar su educación en el colegio Stanley House de Bridge of Allan (1893-1895), luego en el Kathrineum zu Lübeck en Alemania (1895-1896) y más tarde en Francia (1896-1899).
A su regreso a Venezuela, trabaja en Caracas como empleado de la casa Blohm y Co. (1899-1904). Luego viaja a Nueva York (1904-1906) donde se desempeña como contador en el departamento de importación de la firma R.H. Macy & Co., posteriormente ocupa el cargo de jefe de personal, y en general tiene una carrera muy exitosa en los Estados Unidos, Su afán de autosuperación lo lleva a tomar cursos libres en la Universidad de Nueva York en los que realiza estudios de economía y finanzas.
Incluso recibe una oferta para ser el fundador de la representación de Singer en Chile, sin embargo la enfermedad del padre lo hace regresar a Venezuela. para encargarse de los negocios de la familia. Reestructura la casa de comercio del padre y realiza un acuerdo con sus acreedores extranjeros, por lo que recupera la firma y se hace accionista del Banco de Venezuela.
Al regreso de Manuel Antonio Matos, producto de la caída de Cipriano Castro, participa en la retoma del poder por el otrora legendario banquero y junto a Juan Vicente Lecuna pasa a la administración del Banco de Venezuela. Es miembro de la junta directiva del Banco de Venezuela, y en 1917 asume la presidencia. Fue miembro de la Comisión Interamericana, constituida con motivo de la Primera Guerra Mundial, fue delegado de Venezuela al Congreso Financiero Panamericano celebrado en Washington (1919) y enviado extraordinario y ministro plenipotenciario a Japón para negociar un tratado de amistad y comercio entre ese país y Venezuela (1921).
Acompasó su acción empresarial con su interés por el análisis económico y desde muy joven realizaba artículos en los que reflejaba los problemas que vivía Venezuela y las soluciones que él avizoraba para el mejor desempeño de su país. Era un hombre profundamente preocupado por el bienestar de su país y el de sus habitantes. La misma lectura de libros de economía, le llevó a revisar las teorías clásicas y modernas de la economía, ciencia en la que siempre mostró erudición, sin embargo, sus ensayos aunque toquen temas profundos pueden ser leídos por personas comunes y corrientes.
El 4 de junio de 1925 se asocia con Santiago Alfonso Rivas, Félix Guerrero, Juan Santos González y Alejandro Lara con quienes funda el Banco Venezolano de Crédito, correspondiéndole ser su primer director gerente y posteriormente ejerce la presidencia del banco hasta su muerte en 1979. En los estatutos del Banco Venezolano de Crédito, se estableció por primera vez en Venezuela, la participación del personal en las utilidades de la empresa y el beneficio de la caja de ahorros. De hecho, años después cuando se crea la primera ley del Trabajo, y desde entonces, los empleados del banco obtienen mayores beneficios producto del acta constitutiva del banco que los que otorga la ley del trabajo.
Además fue fundador de la compañía de seguros Fénix, de la fábrica de cigarrillos Independencia, de la Compañía Anónima de Inversiones El Profeta y de varias otras empresas, Pérez Dupuy figuró en su tiempo como un conspicuo vocero del liberalismo económico, en oposición a todo intervencionismo por parte del Estado.
Cuando se propuso la creación del Banco Central de Venezuela, Pérez Dupuy entregó al Congreso Nacional un proyecto de ley para la creación de ese instituto. Sin embargo, la ley que se discutió y aprobó de manera apresurada fue la propuesta por el mismo gobierno nacional. Al ser creado el Banco Central de Venezuela, Pérez Dupuy se negó a entregar a dicho instituto emisor el encaje en oro del Banco Venezolano de Crédito e iniciando un litigio al respecto ante los tribunales, cuyo fallo, después de 2 años, le fue favorable.
Miembro fundador del Consejo de Economía Nacional (1946) y miembro del Consejo de Administración de la Compañía Anónima de Ganadera Industrial, alterna sus actividades empresariales con la redacción de numerosos trabajos sobre economía y finanzas. A pesar de ser consultor de varios gobiernos, nunca ejerció cargos públicos con la convicción de así mantenerse fiel a sus principios de ortodoxia liberal, tal como los define en sus memorias "algunos episodios de mi vida" de 1957.

## Publicaciones
- Algunas orientaciones sobre problemas económicos venezolanos, Pérez Dupuy, Henrique, Lit. y Tip. del Comercio, Caracas 1939.

- El liberalismo creador frente al socialismo destructor, Pérez Dupuy, Henrique, Editorial Ragón, Caracas, 1954.

- El liberalismo económico y la economía dirigida, Pérez Dupuy, Henrique; Planas Suárez, Simón, Imprenta López, Buenos Aires, 1963.

- Escritos con espíritu liberal, Pérez Dupuy, Henrique; Pacheco, Emilio, CEDICE, Caracas, 1991.

- La verdad y la experiencia en economía, Pérez Dupuy, Henrique, Librería Editorial Las Novedades, Caracas, VENEZUELA, 2.ª ed. 1949.

- Algunos episodios de mi vida. 1957. Caracas-Buenos Aires: Imprenta López. 238 p.

- Sin administración no hay buen gobierno, Pérez Dupuy, Henrique, [S.n.], Caracas, 1960

- Por qué estamos en crisis. s/l, s/f 23 p.

- Aspectos de la economía venezolana. El "Bolívar" y su desvalorización.--Los graves daños que ocasionaría la medida en el sistema económico nacional.--La economía dirigida.--La minería y la agricultura.--La necesidad del capital en el desarrollo de los países. 1937

- La verdad y la experiencia en economía. 1948, 76 p.

- La economía libre y sus ventajas. [Artículos publicados en diversos diarios de Caracas, entre los años de 1948 a 1958]. 1959. Buenos Aires, Imprenta López. 330 p.

- Conceptos sobre la administración pública. 1959

- Escritos financieros con espíritu liberal. 1962

- Frente a la prensa. 1963

- El liberalismo económico y la economía dirigida. 1963. Buenos Aires.
- El intervencionismo económico, signo de decadencia de los pueblos. 1964. Buenos Aires: Imprenta López. 244 p.

- Economía libre fundamento del progreso y del bienestar de los pueblos. 1964. Buenos Aires: Imprenta López. 239 p.

- El mejor método de una economía liberal. 1965. Buenos Aires: Imprenta López. 221 p.

- El intervencionismo en la empresa privada es causa del empobrecimiento de los pueblos. 1966

- Estudios aplicados al liberalismo económico y a la prosperidad derivada. 1967. Buenos Aires: Imprenta López. 195 p.

- Sin libertad económica no puede haber democracia. 1968

- Tópicos económicos nacionales e internacionales. 1969. Buenos Aires: Imprenta López. 162 p.

- Una sana economía debe privar sobre la política partidista. 1969

- Opiniones sobre la limitación o expansión en la economía venezolana. 1971

- Recomendaciones sobre economía y el gasto público. 1971

- El socialismo económico es la ruina de los pueblos. 1972

- Escritos con espíritu liberal. 1991